# Zane Green
Zane Edward Green (* 11. Oktober 1996 in Windhoek) ist ein namibischer Cricketspieler, der seit 2019 für die namibische Nationalmannschaft spielt.

## Kindheit und Ausbildung
Green besuchte die Pionierspark Primary School und die Windhoek High School. Von der U11-Mannschaft an durchlief er die namibischen Jugendmannschaften. Er war Teil der namibischen Mannschaft beim ICC U19-Cricket-Weltmeisterschaft 2014 und führte das Team als Kapitän zur Ausgabe im Jahr 2016.

## Aktive Karriere
Green gab sein ODI-Debüt für die Nationalmannschaft im April 2019 in der ICC World Cricket League Division Two 2019 gegen Oman. Kurz darauf folgte in der Afrika-Qualifikation für die Twenty20-Weltmeisterschaft gegen Ghana sein Twenty20-Debüt. Bei einem Drei-Nationen-Turnier im Oman im Januar 2020 erzielte er gegen den Gastgeber ein Fifty über 62 Runs. Er wurde für den Kader bei der ICC Men’s T20 World Cup 2021 nominiert und erzielte dort als beste Leistung 21 Runs. Im Jahr darauf war er auch im Team beim ICC Men’s T20 World Cup 2022, konnte dort in den drei Spielen jedoch nicht herausstechen. Im Februar 2023 konnte er bei einem Drei-Nationen-Turnier in Nepal gegen den Gastgeber ein Fifty über 75* Runs erreichen. Im Jahr darauf wurde er für den ICC Men’s T20 World Cup 2024 nominiert.